# Bien común
El bien común o procomún es un concepto que en general puede ser entendido como aquello que influye para bien a todos los ciudadanos o a la comunidad, como los sistemas sociales, instituciones y medios socioeconómicos de los que ellos dependen. Más recientemente, John Rawls lo definió como “ciertas condiciones generales que son de ventaja para todos”.[cita requerida]
De acuerdo a Renate Mayntz, todas las grandes ciencias comparten un interés en las precondiciones necesarias para obtener un cierto fin social que es percibido como deseable. Consecuentemente el concepto de bien común contiene diferentes elementos o puede ser estudiado desde diferentes perspectivas. Por ejemplo: la riqueza general del bienestar económico (ver Commonwealth), el interés general o público (Gemeinwohl o Intérêt général) de la ciencia política. y el «Bonum commune» de la tradición filosófica europea o cristiana.

## Aspecto económico: la riqueza común
Desde el punto de vista de las personas también se puede votar a través de papeles económicos generales, el concepto admite varios posibles significados.  Por ejemplo, se puede aplicar a aquel bien que ya sea pertenece o es de usufructo a una comunidad o la sociedad en su conjunto. Este significado se remonta a la antigüedad (ver Los comunes), y se diferenciaba a su vez en dos grandes sectores: la propiedad comunal como tal y la propiedad estatal o pública. Algunos de los clásicos de la economía política  percibían la evolución de las relaciones o sistemas de producción como llevando inevitablemente hacia la propiedad común de los mismos. (ver Socialización de los medios de producción ). Esa visión -ver Bien común (Economía política)- influyó fuertemente la de algunos economistas (por ejemplo Joseph Alois Schumpeter) pero gozó de poca aplicación en la economía de los países occidentales durante buena parte del siglo XX.  Sin embargo, en la actualidad ha habido una revitalización del interés en este aspecto del concepto, especialmente en la propiedad comunal a diferencia de la estatal o pública (ver Recursos comunes).
La segunda acepción -bien común como aquel que es de usufructo o consumo común-  deriva de una sugerencia de Paul Samuelson acerca de los bienes públicos, que serían aquellos cuyo consumo por un individuo no disminuye su disponibilidad para otros.
El concepto también se puede referir a algo así como la conveniencia económica -o bienestar socioeconómico- general de una sociedad o comunidad o la situación que maximiza la suma del beneficio o utilidad de todos y cada uno de los individuos.
Desde este punto de vista el concepto puede ser entendido como utilitario o instrumental: la riqueza provee las bases prácticas para que los individuos puedan lograr su perfección tal como ellos la entienden. Esa perfección no es cuestión que otros puedan definir, pero sin esa base material, los individuos no están en condiciones de perseguir su propio mejoramiento (ver, por ejemplo: Pirámide de Maslow).
Si entendemos entonces el bien común como la condición material (la riqueza general) que permite ese desarrollo, encontramos que la economía moderna ofrece una definición formal de bien común: es la suma cuantitativa de las  utilidades de los miembros de una sociedad (el público) pero con el agregado de una condición fundamental: esa riqueza común debe incluir a todos: sin bienestar de todos los individuos, no puede haber bienestar general (ver Economía del bienestar).

## Aspecto social: el bienestar común
El interés desde este punto de vista no se centra en individuos sino en comunidades o sociedades. En las palabras de Simón Bolívar:
“Son derechos del hombre: la libertad, la seguridad, la prosperidad y la igualdad. La felicidad general, que es el objeto de la sociedad, consiste en el perfecto goce de estos derechos”
Y
"El sistema de gobierno más perfecto es aquél que produce mayor suma de felicidad posible, mayor suma de seguridad social y mayor suma de estabilidad política."
En esta perspectiva no puede haber bien común a menos que las sociedades estén integradas y sean estables (es decir, que haya Cohesión social). En otras palabras: a menos que esos sistemas sociales sean viables en el largo plazo. Pero lo que incrementa esa viabilidad social no necesariamente aumenta la utilidad individual o bienestar de cada individuo.   
Así, desde este punto de vista se puede entender el bien común como la suma de las condiciones de la vida social que permiten que los individuos libremente den forma a sus vidas. El propósito del Estado (entendido como la sociedad políticamente organizada) sería entonces proveer a los individuos de los medios para que puedan efectivamente llevar a cabo esas elecciones. John Rawls sin embargo introduce una distinción entre "lo bueno", que es crear un mundo material mejor -como quiera que eso se defina- y "lo justo", que crea las condiciones para una sociedad libre y justa, una que permite la persecución de la virtud pero no prescribe el cómo hacerlo o qué es exactamente lo que se desea. Así, el bien común sería el bien que es común a cada ciudadano, el bien de cada uno de los ciudadanos, más que una concepción definida o concreta de lo que constituye el bien para todos y cada uno. Todo lo anterior ha dado origen a una rica y compleja series de estudios (ver, por ejemplo: Cambio social y Conflicto social).

## Aspecto filosófico: el bien común
Por bien común se entiende, en filosofía en general, aquello que es compartido por y de beneficio (en el sentido de un mejoramiento general, no solo físico o económico) para todos los miembros de una comunidad:  “El bien común abarca el conjunto de aquellas condiciones de la vida social, con las cuales los hombres, las familias y las asociaciones pueden lograr con mayor plenitud y facilidad su propia perfección.”

Más explícitamente, en la Doctrina Social de la Iglesia en su numeral 164 dice: De la dignidad, unidad e igualdad de todas las personas deriva, en primer lugar, el principio del bien común, al que debe referirse todo aspecto de la vida social para encontrar plenitud de sentido. Según una primera y vasta acepción, por bien común se entiende:
« el conjunto de condiciones de la vida social que hacen posible a las asociaciones y a cada uno de sus miembros el logro más pleno y más fácil de la propia perfección ».
En esta concepción el bien común no es la suma de los bienes de cada uno  de los miembros de la sociedad ya que ese bien es indivisible y solo con la colaboración de todos puede ser alcanzado, aumentado y protegido. Afecta a la vida de todos. Exige la prudencia por parte de cada uno, y más aún por la de aquellos que ejercen la autoridad. Posiciones fuertemente influidas por este punto de vista han sido incorporadas en las constituciones y legislaciones de numerosos países y es extenso en la posición de la Iglesia católica. Por ejemplo, en la Doctrina Social de la Iglesia, a partir de la encíclica Rerum Novarum. En encíclicas posteriores se ha seguido profundizando en su concepto.
Esta percepción deriva de los clásicos griegos (principalmente Platón y Aristóteles) a través de la tradición escolástica, especialmente del trabajo de quien es considerado su más grande representante: Tomás de Aquino, quien reintroduce el tema en su Suma teológica -cuestión 98- cuando al hablar sobre la esencia de la ley afirma que esta:

no es más que una prescripción de la razón, en orden al bien común, promulgada por aquel que tiene el cuidado de la comunidad

Así el bien común es también fin común. Algo no necesariamente existente, pero a ser obtenido. En las palabras de Píndaro: "llega a ser el que eres". A partir de eso, de Aquino sugiere:

constituyéndose la ley ante todo por orden al bien común, cualquier otro precepto sobre un objeto particular no tiene razón de ley sino en cuanto se ordena al bien común. Por tanto, toda ley se ordena al bien común

Parece seguir entonces que sería el deber común o general adecuar la acción de todos y cada uno (por lo menos, dentro de ciertos límites) a la preservación u obtención de ese bien común: “Si toda comunidad humana posee un bien común que la configura en cuanto tal, la realización más completa de este bien común se verifica en la comunidad política. Corresponde al Estado defender y promover el bien común de la sociedad civil, de los ciudadanos y de las instituciones intermedias” (CIC, n. 1910). 

### Características
- Deriva de la naturaleza humana y es por lo tanto superior a cualquier individuo: “La persona que se ordena al bien común, porque la sociedad, a su vez, está ordenada a la persona y a su bien, estando ambas subordinadas al bien supremo, que es Dios” (Ibañez Langlois, José Miguel, o.c., p. 86).

- No es la suma de los bienes individuales, tampoco la sociedad es la mera suma de los individuos. La sociedad es necesaria para que la persona se realice como tal, y debe presentar una serie de condiciones que hagan posible el desarrollo simultáneo de la persona y de ella misma, hacia la perfección que se dará histórica y culturalmente. No hablamos aquí de unas condiciones mínimas de desarrollo, ni de algo necesariamente material (aunque lo material forma parte de la “integridad” del desarrollo humano). Hablamos de condiciones de posibilidad.

- Redunda en provecho de todos: “El bien común está siempre orientado hacia el progreso de las personas: ‘el orden social y su progreso deben subordinarse al bien de las personas y no al contrario’ [...]. Este orden tiene por base la verdad, se edifica en la justicia, es vivificado por el amor” (CIC, n. 1906-9 y 1912).

- “Abarca a todo el hombre, es decir, tanto a las exigencias del cuerpo como a las del espíritu. De lo cual se sigue que los gobernantes deben procurar dicho bien por las vías adecuadas y escalonadamente, de tal forma que, respetando el recto orden de los valores, ofrezcan al ciudadano la prosperidad material y al mismo tiempo los bienes del espíritu” (PT, n. 57). “Abarca todo un conjunto de condiciones sociales que permitan a los ciudadanos el desarrollo expedito y pleno de su propia perfección” (MM, n. 19).

- Obliga al Estado: “La razón de ser de cuantos gobiernan radica por completo en el bien común. De donde se deduce claramente que todo gobernante debe buscarlo, respetando la naturaleza del propio Bien Común y ajustando al mismo tiempo sus normas jurídicas a la situación real de las circunstancias” (PT, n. 54).

- Obliga a los individuos: el bien común ha de ser considerado como un valor de servicio y de organización de la vida social, del nuevo orden de la convivencia humana. Pero no solo el Estado debe aportar las condiciones, es tarea de todos.

- Obliga al ciudadano: “Todos los individuos y grupos intermedios tienen el deber de prestar su colaboración personal al Bien Común. De donde se sigue la conclusión fundamental de que todos ellos han de acomodar sus intereses a las necesidades de los demás, y deben enderezar sus prestaciones en bienes o servicios al fin que los gobernantes han establecido, según normas de justicia y respetando los procedimientos y límites fijados por el gobierno” (PT, n. 55).

### Críticas
De acuerdo con Karl Popper, la percepción "platónica" del bien común -calificada por Popper como utópica- demanda no solo un plan o concepto de lo que la sociedad final debe ser sino también un gobierno fuerte y centralizado, un corto número de personas -los  reyes filósofos encargados del gobierno,  benevolentes, pero implacables -no interesados en los derechos o beneficios de los individuos como tales sino en la comunidad como entidad: De acuerdo con Platón:
"...nosotros no establecemos la ciudad mirando a que una clase de gente sea especialmente feliz, sino para que lo sea en el mayor grado posible la ciudad toda;..."
O, en palabras de Jacques Maritain:
"De modo que el fin de la sociedad no es el bien individual, ni la colección de los bienes individuales de cada una de las personas que la constituyen. Semejante fórmula destruiría la sociedad como tal en beneficio de las partes; vendría a derivar ya a una concepción francamente anárquica, o bien a la vieja concepción anárquica disimulada del materialismo individualista, según la cual los deberes de la ciudad se limitan a velar por el respeto de la libertad de cada individuo, y cuya consecuencia es que los fuertes opriman libremente a los débiles."
Esa percepción puede, consecuentemente, ser capaz -en la opinión de Karl Popper- de conducir fácilmente a una dictadura. Además,   
“El método de establecer, primero, una meta política última y de comenzar a avanzar luego hacia ella, es fútil si admitimos que este objetivo puede alterarse considerablemente durante el proceso de su materialización.”  (Popper, op cit)   
Así, sigue que este ideal absoluto e inmutable solo tiene validez si asumimos otros dos supuestos:  
- Que existen métodos racionales para determinar de una vez para siempre cual es el ideal.
- Se dispone de los mejores métodos para su obtención.

A falta de acuerdo en relación con algunos de esos puntos, no queda otro remedio que la fuerza o la coerción.  Platón
"..., si se aspira a que una ciudad se desenvuelva en buen orden, hay que impedir por todos los medios que nadie diga en ella que la divinidad, que es buena, ha sido causante de los males de un mortal ...."
Y además:
"Para decirlo, pues, brevemente: los que cuidan de la ciudad han de esforzarse para que esto de la educación no se corrompa sin darse ellos cuenta, sino que en todo han de vigilarlo, de modo que no haya innovaciones contra lo prescrito...".